# Сборная Египта по пляжному футболу
Сборная Египта по пляжному футболу — национальная сборная, представляющая Египет на соревнованиях по пляжному футболу. Управляется Египетской футбольной ассоциацией. Лучшие достижения сборной Египта — 4 бронзовые медали на Кубках африканских наций 2006, 2011, 2016 и 2018 годов. В 2015 и 2018 годах сборная Египта занимала 4-е место на Межконтинентальном кубке в Дубае.

## Состав
Состав сборной Египта для участия в чемпионате мира по пляжному футболу 2024 года в ОАЭ, объявленный в феврале 2024 года главным тренером Мустафой Зиеданом.
| №  | Амплуа | Игрок                | Дата рождения / возраст | Клуб            |
| -- | ------ | -------------------- | ----------------------- | --------------- |
| 1  | Вр     | Ибрагим Хассан       | 10.03.1998, 25 лет      | Меррих          |
| 2  | Защ    | Хасан Хусеин         | 1.1.1991, 33 года       | Оранж           |
| 3  | Защ    | Исмаил Бахгат        | 28.01.1992, 32 года     | Бельбис         |
| 4  | Защ    | Ахмед Эльшахат Борам | 1.1.1990, 34 года       | Бор Фуад        |
| 5  | Защ    | Мустафа Саса         | 27.11.1993, 30 лет      | Мостакбал Ватан |
| 6  | Нап    | Мустафа Самир        | 11.5.1986, 37 лет       | Эль-Габа        |
| 7  | Защ    | Эльхусейни Таха      | 28.8.1995, 28 лет       | Истерн Компани  |
| 8  | Уни    | Мустафа Ахмед        | 01.11.1987, 36 лет      | без клуба       |
| 9  | Нап    | Хаитхам Коста        | 1.9.1992, 31 год        | Амер Виладж     |
| 10 | Нап    | Мохамед Лоха         | 19.10.1987, 36 лет      | Оранж           |
| 11 | Нап    | Хоссам Пауло         | 13.11.1982, 41 год      | Суэцкий канал   |
| 12 | Вр     | Мохамед Эльсаед      | 22.11.1994, 29 лет      | Оранж           |